# 髙橋早紀
髙橋 早紀（たかはし さき、1981年9月5日 - ）は、日本のフリーアナウンサー。RKBミューズ所属。
元プロ野球・埼玉西武ライオンズ投手の髙橋朋己は実弟。

## 来歴
静岡県三島市出身。フェリス女学院大学卒業後の2004年、NHK高知放送局に契約キャスターとして入局。
2年勤めて契約満了となり帰郷。フリーアナウンサーの協同組合「舎鐘」（しゃべる）に入り、地元のコミュニティFM局であるエフエムみしま・かんなみ（通称：VOICE CUE）でパーソナリティなどをしていたが、2006年11月、契約アナウンサーを募集していた長崎国際テレビに中途採用で入社。
入社からちょうど4年経った2010年11月、福岡県福岡市在住の男性と結婚したこともあり長崎国際テレビを退職。福岡では後にRKBミューズに人材登録し、その親会社RKB毎日放送のニュース番組を中心に、結婚式やイベントの司会業などで活動している。2013年1月、久々に更新したブログで第1子妊娠と、それに伴う3月末での出産・育児に伴う一時休業入りを発表した。
2022年4月よりKBCニュースに出演している。
趣味は料理、長風呂、ホームパーティー。

## 担当中の番組
- RKBヘッドライン（テレビ・ラジオ）
- サキドリ インサイト
- KBCニュース（九州朝日放送）

## 過去の担当番組
NIB時代
- ズームイン!!SUPER（長崎担当キャスター）
島田啓子の産休を受け、2008年6月から2010年9月まで担当。全国パートのみ。
- NIB news every.（木曜・お天気キャスター）
ローカルパートのみ。
- NIBニューススポット

NHK高知時代
- いきいきワイドとさ情報市（「熱中!スポーツ」・中継など）